# ألان برستون (صائغ)
ألان برستون (بالإنجليزية: Alan Preston)‏ هو صائغ ‏ نيوزيلندي، ولد في 1941 في تي أواموتو ‏ في نيوزيلندا.